# Громовий Михайло Пилипович
Михайло Пилипович Громовий (20 липня 1940 – 2 березня 2020) — український державний діяч.

## Біографія
Народився 20 липня 1940 року у Червоній Кам'янці Олександрійського району Кіровоградської області. Закінчив Знам'янський сільськогосподарський інститут, агроном; Одеський сільськогосподарський інститут (1970), агроном, Вища партійна школа при ЦК КПУ (1975)
З 1960 — головний агрономом колгоспу ім. Куйбишева Світловодського району.
У 1961–1964 — служба в армії.
З вересня 1964 — головний агрономом колгоспу «Радянська Україна» Олесандрійського району.
З серпня 1965 по вересень 1973 — працює на комсомольській роботі.
З червня 1975 — липня 1982 — працює на партійній роботі.
З липня 1982 — лютий 1988 — перший заступник голови виконкому Кіровоградської обласної Ради народних депутатів, голова агропромислового комплексу області.
З лютого 1988 — вересень 1996 — генеральний директор асоціації «Кіровоградцукор».
З вересня 1996 — жовтень 1998 — голова Кіровоградської обласної державної адміністрації.
2 жовтня 1998 — призначено радником Президента України Леоніда Кучми.
Помер 2 березня 2020 року внаслідок двостороннього запалення легенів.